# Women's National Basketball Association
La Women's National Basketball Association (WNBA) è la lega professionistica di pallacanestro femminile degli Stati Uniti d'America.

## Storia

### Gli albori (1996)
L’idea di fondare la WNBA (con a capo il presidente Val Ackerman) venne ufficialmente approvata dal Board of Governors della NBA il 24 aprile 1996, tramite una conferenza stampa alla presenza di Rebecca Lobo, Lisa Leslie e Sheryl Swoopes. La nuova WNBA ha dovuto competere con l'American Basketball League di recente formazione, un'altra lega di basket femminile professionistica che ha iniziato la sua prima stagione nell'autunno del 1996 ma che avrebbe cessato di esistere nella stagione 1998-99.
La WNBA aprì le danze con otto franchigie: Charlotte Sting, Cleveland Rockers, Houston Comets e New York Liberty nella Eastern Conference; e Los Angeles Sparks, Phoenix Mercury, Sacramento Monarchs e Utah Starzz nella Western Conference. Sebbene non sia la prima grande lega di basket professionistica femminile negli Stati Uniti (una distinzione detenuta dalla defunta WBL), la WNBA divenne così l'unica lega a ricevere il pieno sostegno della NBA. Inizialmente il logo adottato dalla WNBA, era parallelo al logo NBA ed è stato selezionato tra 50 diversi design.
Sulla scia di una medaglia d'oro molto pubblicizzata e conquistata dalla squadra nazionale femminile di pallacanestro degli Stati Uniti ai Giochi olimpici estivi di Atlanta 1996, la WNBA iniziò la sua prima stagione il 21 giugno 1997.
La prima partita WNBA vedeva affrontarsi le New York Liberty e le Los Angeles Sparks al Great Western Forum di Los Angeles. La guardia delle Sparks, Penny Toler, segnò il primo canestro della storia della lega dopo 59 secondi dall'inizio della gara. La gara terminò con il punteggio di 67-57 per le Liberty.
Questa fu trasmessa a livello nazionale negli Stati Uniti sulla rete televisiva NBC. All'inizio della stagione 1997, la WNBA aveva accordi televisivi con la NBC (detentore dei diritti NBA) e i canali di joint venture Walt Disney Company e Hearst Corporation, ESPN e Lifetime Television Network, rispettivamente.

### Il dominio Comets (1997-2000)
La WNBA per la loro campagna di marketing, soprannominata We Got Next, decisero di puntare sulle star Rebecca Lobo, Lisa Leslie e Sheryl Swoopes. Nella prima stagione del campionato, le Los Angeles Sparks di Lisa Leslie hanno sottoperformato, mentre la Swoopes rimase ferma per gran parte della stagione a causa della sua gravidanza. La vera star della WNBA nel 1997 fu l'MVP della WNBA Cynthia Cooper delle Houston Comets. Queste divennero le prime campionesse WNBA, battendo in finale le New York Liberty 65-51.
La pubblicità iniziale We Got Next che veniva pubblicata prima di ogni stagione WNBA venne in seguito sostituita con la campagna We Got Game.

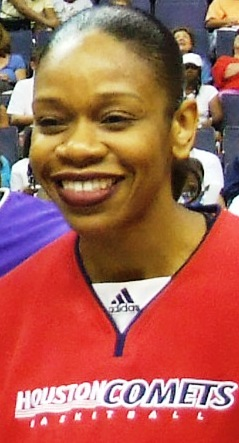
Tina Thompson con la maglia delle Houston Comets nel 2007

Nella stagione 1997-1998 due nuove squadre vennero aggiunte (Detroit e Washington), e altre due sono state aggiunte nel 1999 (Orlando e Minnesota), portando il numero di squadre nel campionato a dodici.
La stagione 1999 è iniziata con un accordo di contrattazione collettiva tra le giocatrici e la Lega, segnando il primo accordo di contrattazione collettiva firmato nella storia dello sport professionistico femminile. La WNBA ha anche annunciato nel 1999 che avrebbe aggiunto altre quattro squadre per la stagione 2000 (Indiana Fever, Seattle Storm, Miami Sol e Portland Fire), portando il campionato a 16 squadre.
Nel 1999, la principale competizione del campionato, l'American Basketball League, ha chiuso. Molti dei giocatori di punta dell'ABL, tra cui diverse medaglie d'oro olimpiche (come Nikki McCray e Dawn Staley) e un certo numero di cestiste universitarie di spicco (tra cui Kate Starbird e Jennifer Rizzotti), si unirono ai roster delle squadre WNBA e, così facendo, migliorando la qualità complessiva del gioco in campionato. Quando un blocco ha portato a una stagione NBA abbreviata, la WNBA ha visto vacillare il pubblico televisivo.
Il 14 giugno 1999 Whitney Houston cantò l'Inno Nazionale Americano di fronte a una folla elettrizzata di fan al Madison Square Garden per celebrare il primo WNBA All-Star Game. L'Ovest batté l'Est 79-61, e Lisa Leslie fu nominata MVP.
Alla fine della stagione 2000, gli Houston Comets hanno vinto il loro quarto campionato, conquistando tutti i titoli dall'inizio del campionato. Guidati dal "Big Three" Sheryl Swoopes, Tina Thompson e dal quattro volte MVP delle finali Cynthia Cooper, le Comets dominarono tutte le squadre del campionato. Sotto la guida dell'allenatore Van Chancellor, la squadra registrò un record di 98–24 nelle prime quattro stagioni (16–3 nei playoff). Il 23 maggio 2000, gli Houston Comets diventarono la prima squadra WNBA ad essere invitata al White House Rose Garden. Prima di questo invito, solo le squadre sportive maschili si erano recate alla Casa Bianca.
Dopo il 2000, Cooper si ritirò dalla lega e la dinastia dei Comets giunse al termine.

### Il back-to-back Sparks e nuove proprietà (2001-2002)

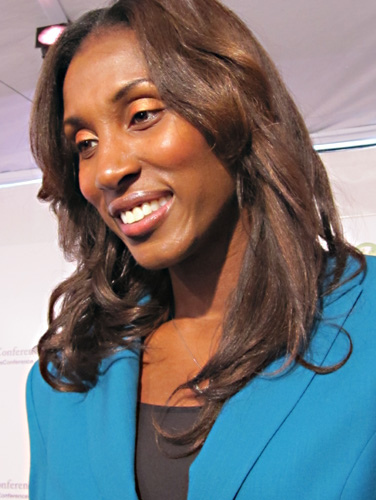
Lisa Leslie delle Los Angeles Sparks

A sostituire le quattro volte campionesse WNBA nella stagione 2001 ci pensarono le Los Angeles Sparks, di Lisa Leslie, le quali registrarono un record in regular season di 28–4. Arrivarono alle loro primissime WNBA Finals spazzando via le Charlotte Sting.
Cercando di ripetersi nel 2002, le Sparks registrarono un ottimo record verso la postseason, andando 25–7 nella regular season sotto la guida dell'allenatore Michael Cooper, ex stella dei Los Angeles Lakers. Ancora una volta, Lisa Leslie dominò le avversarie durante i playoff, portando le Sparks a un perfect score di 6-0 in tutti e tre i round, battendo le New York Liberty nelle Finals del 2002.
Le squadre e il campionato erano di proprietà collettiva dell'NBA fino alla fine del 2002, quando l'NBA ha venduto le squadre WNBA alle loro controparti NBA nella stessa città o a terzi a seguito della bolla delle dot-com. Ciò ha portato al trasferimento di due squadre: le Utah Starzz si trasferirono a San Antonio e le Orlando Miracle nel Connecticut diventando il primo team WNBA ad essere di proprietà di una terza parte invece che di una franchigia NBA. Questa vendita di squadre ha portato anche alla chiusura di due squadre, le Miami Sol e le Portland Fire, per l’assenza di nuovi proprietari.

### Detroit Shock alla ribalta (2003-2006)
Dopo aver rilevato una franchigia in difficoltà nel 2002, l'ex centro dei Detroit Pistons, Bill Laimbeer nutriva grandi speranze per le Detroit Shock nel 2003. La squadra aveva ottenuto un magro record di 9–23 nella stagione precedente. Le Shock ebbero tre all-star nell'All-Star Game del 2003 (Swin Cash, Cheryl Ford e Deanna Nolan). Laimbeer riuscì a orchestrare un'inversione di tendenza dall’ultima alla prima posizione (nella Eastern Conference) in regular season, portando le Shock a concludere la stagione con un sorprendente 25–9. Vincendo i primi due round dei playoff, le Shock dovettero affrontare le due volte campionesse Los Angeles Sparks nelle Finals del 2003. Le Shock sconfissero le Sparks, vincendo la terza partita con una tripla di Deanna Nolan.

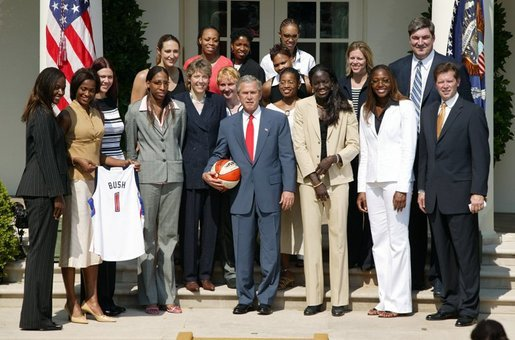
Le Detroit Shock alla Casa Bianca con George W. Bush nel 2004

Al termine della stagione 2002-2003, le Cleveland Rockers, una delle otto squadre originali del campionato, si ritirarono poiché i proprietari non erano disposti a continuare a gestire la franchigia.
Val Ackerman, il primo presidente della WNBA, si dimise il 1º febbraio 2005, adducendo il desiderio di trascorrere più tempo con la sua famiglia. Ackerman in seguito divenne presidente della USA Basketball. Il 15 febbraio 2005, il commissario NBA David Stern ha annunciato che Donna Orender, che aveva servito come vicepresidente senior del PGA Tour e che aveva giocato per diverse squadre nell'ormai defunta Women's Pro Basketball League, sarebbe stata il successore di Ackerman nell'aprile 2005.
La WNBA ha assegnato una squadra di espansione a Chicago (in seguito chiamata Sky) nel febbraio 2006. Nel pre-stagione, è stata approvata una serie di modifiche alle regole che hanno reso la WNBA più simile all'NBA.
Nel 2006, il campionato è diventato il primo campionato sportivo professionistico femminile ad esistere per dieci stagioni consecutive. In occasione del decimo anniversario, la WNBA ha rilasciato il suo All-Decade Team, composto dai dieci giocatori della WNBA che hanno contribuito maggiormente, attraverso il gioco in campo e le attività fuori dal campo, al basket femminile durante l'esistenza del campionato.
Dopo aver perso le Finals nel 2004 e nel 2005, le Shock si ripresero nel 2006 con l’acquisizione di Katie Smith, insieme a sei membri rimanenti dalla loro corsa alle finali del 2003 (Cash, Ford, Holland-Corn, Nolan, Powell e Riley). Le Shock arrivarono seconde nella Eastern Conference e eliminarono la testa di serie, le Connecticut Sun, nel secondo turno dei playoff. Le Shock sconfissero le campionesse in carica Sacramento Monarchs in una serie di cinque partite.

### La rivoluzione del "Paul Ball" (2007-2009)
Nel dicembre 2006, gli Charlotte Bobcats (franchigia NBA) lasciò la gestione delle Charlotte Sting tramite un annuncio; senza un proprietario le Sting, scomparvero, e nel 2007 tramite una conferenza stampa, la lega ne annunciò il ritiro dalla stagione successiva.
L'8 gennaio dello stesso anno si tenne un Dispersion Draft, per dare la possibilità, alle giocatrici prive della squadra in cui giocavano (le Charlotte Sting), di accasarsi ad altre franchigie della lega.
Per ottenere l'ordine di scelta del Draft di quell'anno si decise di invertire la classifica della stagione WNBA 2006,con Chicago che ottenne la prima scelta.
L'ex allenatore del campionato dei Los Angeles Lakers, Paul Westhead venne nominato capo allenatore dei Phoenix Mercury l'11 ottobre 2005, portando il suo stile di gioco veloce alla WNBA. Questo attacco dal ritmo incalzante era perfetto per la sua squadra, soprattutto dopo che la lega aveva accorciato il cronometro da 30 secondi a 24 secondi nella stagione 2006. Proprio come le Houston Comets vincitrici del campionato dal 1997 al 2000, le Phoenix Mercury salirono in cattedra grazie alle loro "Big Three" Cappie Pondexter, Diana Taurasi e Penny Taylor.

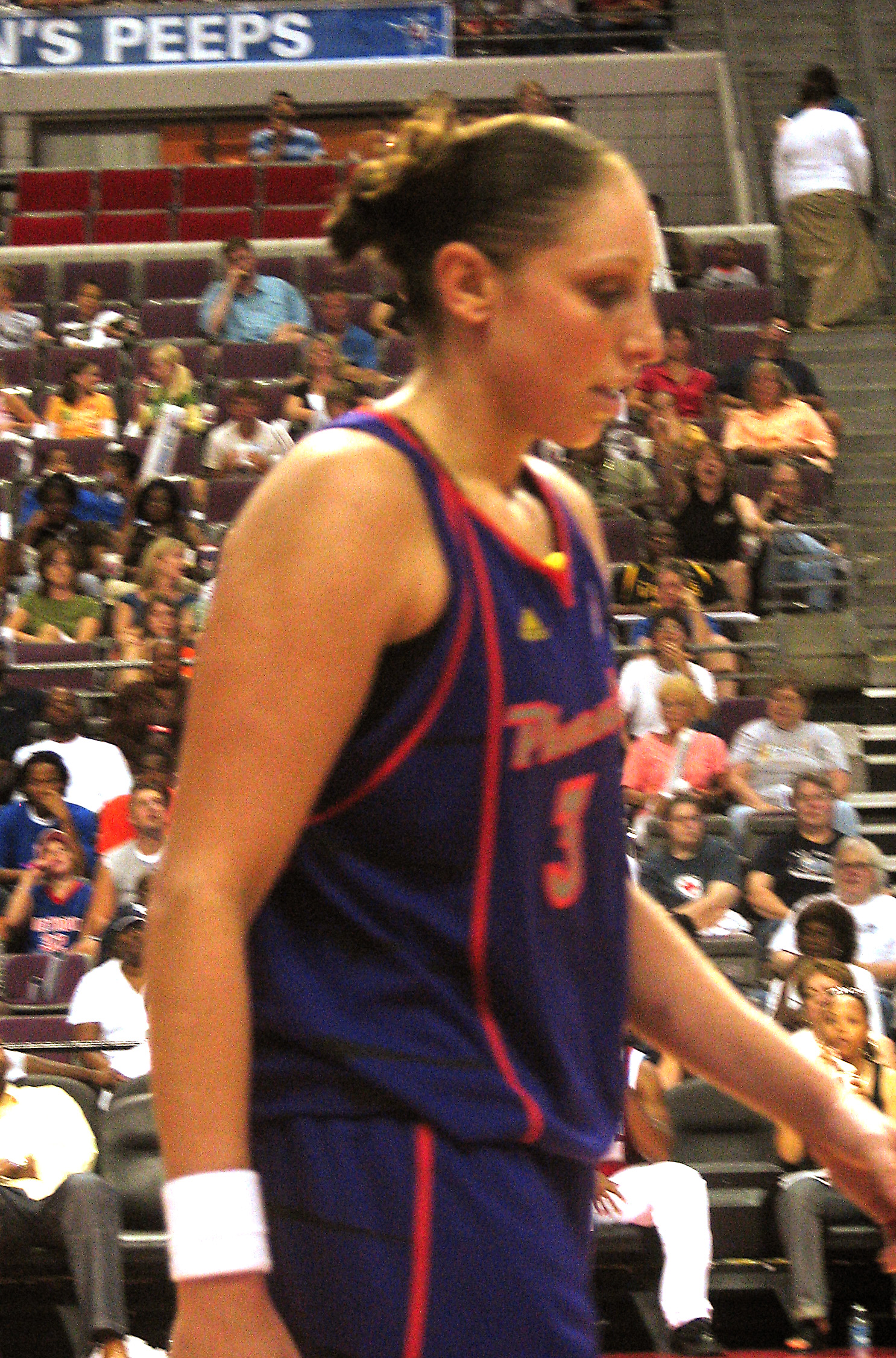
Diana Taurasi con le Phoenix Mercury nel 2007

Le Mercury in quella stagione (2007) tennero un'impressionante media di 88,97 punti a partita; le altre squadre non riuscirono a tenere il passo con il nuovo stile di gioco e la franchigia si pose al primo posto nella Western Conference. Di fronte alle campionesse in carica di Detroit, Phoenix impose il suo attacco ad alto punteggio con la speranza di conquistare il loro primo titolo nella storia della franchigia. Con una media di 93,2 punti a partita nella serie delle finali, le Mercury si vendicarono contro le Shock conquistando in casa loro davanti a 22.076 tifosi e alla quinta partita il loro primo titolo WNBA.
Nell'ottobre 2007 la WNBA assegnò una franchigia di espansione ad Atlanta. L'uomo d'affari di Atlanta Ron Terwilliger era il proprietario originale della nuova squadra. I cittadini di Atlanta hanno potuto votare per le loro scelte per il soprannome ei colori della nuova squadra. Le Dream, giocarono la loro prima partita di regular season il 17 maggio, (terminò con una sconfitta 67-100 contro le Connecticut Sun).
Paul Westhead si è dimesso dal Mercury dopo aver conquistato il titolo del 2007 e Penny Taylor decise di saltare la stagione per prepararsi alle Olimpiadi estive del 2008, facendo vacillare le Mercury nel 2008. La squadra registrò un record di 16-18 e diventò la prima squadra nella storia della WNBA a saltare i playoff dopo aver vinto il campionato nella stagione precedente.
Al loro posto, le Detroit Shock vinsero il loro terzo campionato sotto la guida dell'allenatore Bill Laimbeer, consolidando il loro posto nella storia della WNBA prima che Laimbeer si dimettesse all'inizio del 2009, ponendo effettivamente fine alla dinastia Shock.
Durante la stagione regolare 2008, la prima partita di basket professionale all'aperto in Nord America è stata giocata all'Arthur Ashe Stadium di New York City. Le Indiana Fever sconfissero le New York Liberty 71-55 davanti a oltre 19.000 fan. Verso la fine del 2008, la WNBA assunse la proprietà di una delle franchigie originarie della lega, le Houston Comets. Esse cessarono di esistere il 1º dicembre 2008, per la mancanza di proprietari che potessero acquistare la franchigia.
L'8 dicembre 2008 si svolse un dispersion draft, il secondo in due anni e, al Draft WNBA dello stesso anno, la prima scelta fu Sancho Lyttle la quale venne selezionata dalle Atlanta Dream.
Dopo una conclusione insoddisfacente nel 2008, le Mercury diedero una parvenza di poter tornare a lottare per il titolo. Il nuovo allenatore Corey Gaines implementò lo stile di gioco di Paul Westhead e le Mercury segnarono una media di 92,82 punti a partita per tutta la stagione 2009. Aiutate dal ritorno di Penny Taylor, le Mercury ancora una volta conquistarono il primo posto nella Western Conference ed è passato alle finali del 2009. La serie del campionato è stata una battaglia di stili contrastanti poiché le Mercury (miglior attacco della lega, 92,82 punti a partita) dovettero affrontare le Indiana Fever (terza miglior difesa della lega, 73,55 punti a partita). La serie durò cinque partite, con le Mercury che batterono le Fever in gara 5, sul campo di casa, per conquistare il loro secondo titolo WNBA.
Non solo il sistema di Paul Westhead influenzò la sua squadra, ma creò un vero e proprio effetto domino in tutto il campionato. Le giovani giocatrici erano in grado di segnare di più e giocare a un ritmo più veloce. Come campionato, la media 2010 di 80,35 punti a partita è stata la migliore, superando di gran lunga la media di 69,2 nella stagione inaugurale del campionato.

### Il cambio della guardia (2010-2012)

Logo storico della WNBA, usato dal 1997 al 2013

Il 20 ottobre 2009, la WNBA ha annunciato che le Detroit Shock si sarebbero trasferite a Tulsa, in Oklahoma, per diventare le Tulsa Shock. Un mese dopo, il 20 novembre 2009, la lega annunciò che le Sacramento Monarchs si erano ritirate a causa della mancanza di supporto da parte dei loro proprietari, la famiglia Maloof, all'epoca proprietari anche dei Sacramento Kings. La lega ha annunciato che avrebbe cercato nuovi proprietari per trasferire la squadra nell'area della Baia di San Francisco; tuttavia, non fu trovata alcuna proprietà disposta ad acquistarle e il 14 dicembre 2009 si tenne un dispersion draft.
La stagione 2010 ha visto una gara serrata a est, con tre squadre a pari merito per il primo posto nell'ultimo giorno della stagione regolare. In una parte della stagione, 5 delle 6 squadre dell'Est erano al primo posto. L'Est deteneva una percentuale di vittorie di 0,681 sull'Ovest, la più alta di sempre. Nelle Finals del 2010, due nuove squadre rappresentarono ciascuna conference: le Seattle Storm e le Atlanta Dream. Le Storm ritornarono in finale per la prima volta da quando vinsero tutto nel 2004, e Atlanta, arrivata ai playoff come testa di serie, ha spazzato via in modo impressionante i suoi avversari nei primi due turni per avanzare alle finali solo nel terzo anno di esistenza della squadra. La serie si concluse con la vittoria delle Seattle Storm con un secco sweep, 3-0, e secondo titolo portato a casa dalla franchigia dello stato del Washington.
Dopo la stagione 2010, il presidente della lega Orender, annunciò le sue dimissioni dalla sua posizione a partire dal 31 dicembre, con Laurel J. Richie che ne avrebbe assunto le funzioni il 16 maggio 2011.
La stagione 2011 iniziò all'insegna del lockout della NBA iniziato il 1º luglio. A differenza del lockout precedente, che ha interessato la WNBA, il presidente Laurel J. Richie confermò che questo blocco non avrebbe influenzato la WNBA. Se la stagione NBA fosse stata accorciata o annullata, la stagione WNBA 2012 (comprese le squadre WNBA ancora di proprietà dei proprietari NBA) si sarebbe svolta come previsto. Il blocco è terminato il 26 novembre e le squadre NBA avrebbero giocato una stagione regolare di 66 partite.
Molte testate giornalistiche hanno iniziato a coprire il campionato più frequentemente. NBA TV, la casa televisiva della NBA, ha programmato la trasmissione televisiva di oltre 70 partite di stagione regolare (insieme a una dozzina di altre su ESPN2 e ABC). Il nuovo afflusso di giovani talenti nel campionato ha dato a molte squadre qualcosa di cui essere entusiasti. Giocatori come Candace Parker degli Sparks, Maya Moore dei Lynx, DeWanna Bonner delle Mercury, Angel McCoughtry delle Dream, Sylvia Fowles delle Sky, Tina Charles delle Sun e Liz Cambage delle Shock hanno portato a un innalzamento del livello della lega, aggiungendo talento alle squadre di giovani veterani come Diana Taurasi, Seimone Augustus e Cappie Pondexter. Il nuovo livello di gioco sembrava essere evidenziato da punteggi più alti, una migliore difesa e percentuali di tiro più elevate. Entro la fine della stagione regolare 2011, nove delle dodici squadre del campionato avevano aumentato le presenze rispetto alla media del 2010.
Il centro del Connecticut Sun Tina Charles ha stabilito un record di doppiette in una stagione con 23. Inoltre, Sylvia Fowles del Chicago Sky è diventata solo la seconda giocatrice nella storia della WNBA a finire una stagione con una media di almeno 20 punti (20.0) e 10 rimbalzi (10.2) a partita. Anche le San Antonio Silver Stars ebbero nuovi stimoli dalle loro giovani giocatrici: la debuttante Danielle Adams segnò 32 punti dalla panchina a giugno e la compagna debuttante Danielle Robinson disputò una partita da 36 punti a settembre. La giocatrice delle Atlanta Dream, Angel McCoughtry è stata la prima giocatrice nella storia del campionato a segnare una media di oltre 20 punti a partita (21,6) giocando meno di 30 minuti a partita (27,9).
McCoughtry ha portato la sua squadra alle finali per il secondo anno consecutivo, ma nonostante abbia battuto il proprio record di punteggio in finale, il sogno è stato spazzato via per il secondo anno consecutivo, questa volta dalle Minnesota Lynx con un altro sweep, che vinsero il loro primo titolo grazie una Seimone Augustus in forma strepitosa.
Il 2012 è stato caratterizzato da una lunga pausa olimpica. Le Indiana Fever vinse il titolo WNBA di quell'anno.

### LeThree to See(2013)
Il tanto pubblicizzato Draft WNBA del 2013 ha prodotto le star Brittney Griner della Baylor University, Elena Delle Donne del Delaware e Skylar Diggins (ora Diggins-Smith) da Notre Dame come le prime tre scelte, il draft è stato il primo ad essere trasmesso in prima serata su ESPN. Griner, Delle Donne e Diggins sono stati quindi etichettati come Three to See (le tre da vedere), ma con il draft sono arrivati anche giocatrici di spicco come Tayler Hill, Layshia Clarendon e Alex Bentley. Il ritiro delle leggende Katie Smith, Tina Thompson, Ticha Penicheiro e Sheryl Swoopes, insieme all'arrivo di matricole molto talentuose e nuove modifiche alle regole, hanno effettivamente segnato la fine di un'era per la WNBA e l'inizio di un'altra.
Sul campo, nella stagione 2013, le Minnesota Lynx vinsero il loro secondo titolo in tre anni, sconfiggendo le Atlanta Dream nelle Finals con un altro sweep (3-0) e diventando la prima squadra a vincere il titolo WNBA senza mai perdere una partita di playoff, dopo le Seattle Storm del 2010.
La promozione di Griner, Delle Donne e Diggins ha contribuito ad aumentare gli ascolti televisivi del campionato del 28% e metà delle squadre hanno concluso la stagione in modo redditizio.
Altri due trasferimenti in franchising sono avvenuti negli anni successivi, quando le Tulsa Shock si trasferirono nel 2016 nella regione di Dallas-Fort Worth in Texas, venendo ribattezzate Dallas Wings, e nel 2018 le San Antonio Stars sono andate in Nevada, diventando le Las Vegas Aces.

### Il nuovo CBA e i piani per la Commissioner's Cup (2018-2020)
Durante la stagione 2018, il sindacato dei giocatori WNBA ha rinunciato al contratto collettivo con la lega (in inglese: collective bargaining agreement - CBA), che è poi terminato nella stagione 2019. Nel gennaio 2020, la lega e il sindacato hanno annunciato di aver raggiunto un accordo su un nuovo CBA che entrerà in vigore con la stagione 2020 e durerà fino al 2027. Tra le caratteristiche del nuovo accordo c'erano:
- Il compenso totale delle giocatrici è aumentato di poco più del 50%. Sebbene la maggior parte di questo aumento sia andata alle star, tutti i giocatori ne hanno beneficiato in una certa misura ed entrambe le parti erano interessate principalmente a limitare, se non eliminare, il gioco all'estero dei migliori giocatori della lega.
- Le giocatrici sono in grado di raggiungere la free agency senza restrizioni un anno prima rispetto al vecchio CBA. Il precedente, infatti consentiva a una squadra di designare un giocatore come "core", simile al franchise tag della NFL, quattro volte. Questo è sceso a tre nel 2020 e ulteriormente a due nel 2022.
- Tutti i viaggi aerei delle giocatrici per le partite della stagione regolare sono, come minimo, in classe premium economy.
- I giocatori ricevono l'intero stipendio durante il congedo di maternità. Inoltre, viene fornito uno stipendio annuale per l'assistenza all'infanzia di $ 5.000 a giocatrice; le squadre devono mettere a disposizione alle giocatrici con bambini, appartamenti di almeno due camere da letto e aggiungere strutture per le madri che allattano; e la lega offre vantaggi per la pianificazione familiare che consentono un rimborso fino a $60.000 per le giocatrici veterane per le spese relative all'adozione, alla maternità surrogata, alla conservazione dell'embrione o al trattamento dell'infertilità.
- Il CBA penalizzerà severamente le veterani per l'arrivo in ritardo agli allenamenti. Entro il sesto anno di CBA, i giocatori con più di 2 anni di militanza nella lega che saltano l'inizio del ritiro saranno sospesi per la stagione. Le eccezioni includono infortuni gravi, impegni in nazionale per giocatrici non statunitensi, lauree universitarie e altri eventi significativi della vita.
- Il CBA ha anche affrontato la questione delle giocatrici che prestano servizio nello staff tecnico della NBA durante la tradizionale stagione di basket. Ciò venne a monte durante la stagione 2019 quando i Washington Wizards, di proprietà della stessa società che possiede le Mystics della WNBA, assunsero la loro giocatrice Kristi Toliver come assistente. In base al precedente CBA, alle squadre erano consentiti solo $50.000 all'anno da assegnare ai giocatori come incentivo a non giocare all'estero. A causa della proprietà condivisa dei Mystics e dei Wizards, i Wizards potevano pagare Toliver solo dallo stanziamento di $50.000 delle Mystics, la maggior parte dei quali erano già stati impegnati per Elena Delle Donne. Con il nuovo CBA, le veterane possono lavorare come allenatrici nella NBA senza limiti di stipendio, indipendentemente dalla struttura proprietaria della squadra.

Sempre a gennaio 2020, la WNBA ha annunciato l'ingresso di un nuovo torneo stagionale, la Commissioner's Cup, che sarebbe dovuta iniziare con la stagione 2020. Ogni squadra doveva giocare 10 partite di coppa durante la stagione: in particolare, le prime partite casalinghe e in trasferta contro ciascuna squadra della propria conference. Le partite finali di coppa dovevano essere giocate a luglio, con la prima squadra in classifica di ogni conference che avanzava a una finale di coppa (che era una tantum) ad agosto.
Il programma WNBA 2020 includeva originariamente una pausa di un mese a luglio e agosto per consentire alle giocatrici di partecipare alle Olimpiadi di Tokyo 2020. Le partite del 2020 sono state poi rinviate al 2021, a causa della pandemia di COVID-19, rendendo superflua la pausa.

## Le squadre
La Women's National Basketball Association fu fondata nel 1997, ed era composta da 8 squadre. Successivamente, ci furono espansioni, e rilocazioni e fallimenti fino ad arrivare alle 12 squadre attuali.
Nel 2008, a causa del nascita di una nuova franchigia ad Atlanta, la lega ha deciso di dividere le squadre in due conference, la Western Conference con 7, e la Eastern Conference con 7. Nel 2010, dopo la scomparsa di Houston Comets e Sacramento Monarchs e la rilocazione delle Detroit Shock a Tulsa, il numero delle squadre scende a 6 per conference.
Alla stagione più recente, le franchigie create alla nascita della WNBA, nel 1997, sono 4: Los Angeles Sparks, Las Vegas Aces, Phoenix Mercury, New York Liberty.
| Squadra                | Città, Stato              | Arena                 | Capacità           | Fondazione         | Ingresso nella WNBA | Allenatore         |                    |                    |
| Eastern Conference     | Eastern Conference        | Eastern Conference    | Eastern Conference | Eastern Conference | Eastern Conference  | Eastern Conference | Eastern Conference | Eastern Conference |
| ---------------------- | ------------------------- | --------------------- | ------------------ | ------------------ | ------------------- | ------------------ | ------------------ | ------------------ |
| Atlanta Dream          | College Park, Georgia     | Gateway Center Arena  | 3,500              | 2007               | 2008                | Karl Smesko        |                    |                    |
| Chicago Sky            | Chicago, Illinois         | Wintrust Arena        | 10,387             | 2006               | 2006                | Tyler Marsh        |                    |                    |
| Connecticut Sun        | Uncasville, Connecticut   | Mohegan Sun Arena     | 10,000             | 1999               | 1999                | Rachid Meziane     |                    |                    |
| Indiana Fever          | Indianapolis, Indiana     | Gainbridge FieldHouse | 17,923             | 2000               | 2000                | Stephanie White    |                    |                    |
| New York Liberty       | Brooklyn, New York        | Barclays Center       | 17,732             | 1997               | 1997                | Sandy Brondello    |                    |                    |
| Washington Mystics     | Washington, D.C.          | CareFirst Arena       | 4,200              | 1998               | 1998                | Sydney Johnson     |                    |                    |
| Western Conference     |                           |                       |                    |                    |                     |                    |                    |                    |
| Dallas Wings           | Arlington, Texas          | College Park Center   | 7,000              | 1998               | 1998                | Chris Koclanes     |                    |                    |
| Golden State Valkyries | San Francisco, California | Chase Center          | 18,064             | 2023               | 2025                | Natalie Nakase     |                    |                    |
| Las Vegas Aces         | Las Vegas, Nevada         | Michelob Ultra Arena  | 12,000             | 1997               | 1997                | Becky Hammon       |                    |                    |
| Los Angeles Sparks     | Los Angeles, California   | Crypto.com Arena      | 18,997             | 1997               | 1997                | Lynne Roberts      |                    |                    |
| Minnesota Lynx         | Minneapolis, Minnesota    | Target Center         | 18,798             | 1999               | 1999                | Cheryl Reeve       |                    |                    |
| Phoenix Mercury        | Phoenix, Arizona          | PHX Arena             | 18,422             | 1997               | 1997                | Nate Tibbetts      |                    |                    |
| Seattle Storm          | Seattle, Washington       | Climate Pledge Arena  | 18,100             | 2000               | 2000                | Noelle Quinn       |                    |                    |

### Squadre future
| Squadra       | Città, Stato             | Arena                | Capacità | Fondazione | Ingresso nella WNBA | Allenatore    |
| ------------- | ------------------------ | -------------------- | -------- | ---------- | ------------------- | ------------- |
| Portland Fire | Portland, Oregon         | Moda Center          | 19,393   | 2024       | 2026                | Da annunciare |
| Toronto Tempo | Toronto, Ontario, Canada | Coca-Cola Coliseum   | 8,700    | 2024       | 2026                | Da annunciare |
| Cleveland     | Cleveland, Ohio          | Rocket Arena         | 19,432   | 2025       | 2028                | Da annunciare |
| Detroit       | Detroit, Michigan        | Little Caesars Arena | 20,332   | 2025       | 2029                | Da annunciare |
| Philadelphia  | Filadelfia, Pennsylvania | Xfinity Mobile Arena | 21,000   | 2025       | 2030                | Da annunciare |

### Squadre della WNBA scomparse
- Charlotte Sting, dal 1997 al 2006.
- Cleveland Rockers, dal 1997 al 2003.
- Houston Comets, dal 1997 al 2008.
- Miami Sol, dal 2000 al 2002.
- Portland Fire, dal 2000 al 2002.
- Sacramento Monarchs, dal 1997 al 2009.

## Organizzazione
Il campionato WNBA si suddivide in quattro fasi che portano all'assegnazione del titolo di campioni WNBA: la regular season, l'All Star Game, i playoff, e le finali.

### Regular Season
La regular season WNBA inizia all'ultima settimana di maggio dopo che le squadre hanno affrontato tra metà aprile e metà maggio il training camp e la pre-season. Durante il training camp gli allenatori delle squadre possono valutare i rookie, preparare le giocatrici per la regular season, e scegliere la rosa delle 12 cestiste con cui iniziare a giocare. Concluso il training camp, le squadre sostengono varie partite di esibizione contro altre squadre della lega. Concluse anche le partite di pre-season, inizia il campionato.
Ognuna delle 12 squadre si affronta nell'arco della stagione:
- 4 volte con le 3 squadre della propria conference (12 partite)
- 3 volte con le rimanenti 2 della propria conference (6 partite)
- 3 volte con le 6 squadre dell'altra conference (18 partite);

In ogni regular season WNBA, si giocano quindi 36 partite, di cui 18 in casa e 18 in trasferta.
Durante gli anni in cui si tengono le Olimpiadi estive, la WNBA prende una pausa di un mese e mezzo per consentire alle giocatrici di praticare e competere con le loro rispettive nazionali. Durante gli anni in cui si tiene la FIBA Women's World Cup, la WNBA o prende una pausa per la Coppa del Mondo o finisce la sua stagione presto, a seconda della programmazione della competizione stessa.

### WNBA Commissioner's Cup
La stagione 2020 è stata pianificata per essere la prima stagione della Commissioner's Cup, un torneo durante la stagione. Le prime partite in casa e in trasferta di ogni squadra contro ciascuna delle sue avversarie di conference, che dovevano essere tutte giocate nella prima metà della stagione, furono designate come partite di Coppa. Dopo che ogni squadra ha giocato le sue 10 partite di Coppa, la squadra in cima alla classifica della Coppa di ogni conferenza avanzerà alla finale della Commissioner's Cup, una partita singola che si terrà nel mese di agosto. La pandemia di COVID-19 ha fatto sì che il torneo venisse scartato per il momento; il torneo invece è stato lanciato nel 2021 con il formato originariamente annunciato.
A partire dal 2024, ogni squadra gioca solo una partita di Commissioner's Cup contro ogni altra squadra nella propria conferenza. La partita di campionato vede ancora protagoniste le migliori squadre nella classifica della Commissioner's Cup di ciascuna conferenza.

### WNBA All-Star Game
Nel 1999, la lega ha tenuto il suo primo All-Star Game, dove le migliori giocatrici della Eastern Conference hanno giocato contro le migliori giocatrici della Western Conference. Dal primo All-Star Game, l'Ovest è stato dominante fino al 2006, quando l'Est ha finalmente vinto una partita.
A luglio, la stagione regolare si ferma per celebrare l'annuale WNBA All-Star Game. Il gioco è parte di un evento lungo un fine settimana, tenuto in una città selezionata dalla WNBA ogni anno. Il gioco effettivo è giocato sul campo di casa della squadra WNBA selezionata. Durante la stagione, i fan votano per le giocatrici che vorrebbero vedere in campo per la partita delle stelle. Dal 2008 al 2016, nessun All-Star Game si è tenuto in qualsiasi anno olimpico estivo. Anche se le Olimpiadi estive del 2020 sono state rinviate al 2021 a causa del COVID-19, nessun All-Star Game è stato giocato in quella stagione (2020). La stagione 2021 presentò il primo All-Star Game in un anno olimpico dal 2000; in quella partita siscontravano una squadra formata da All-Star della WNBA e la nazionale femminile statunitense di pallacanestro. L'All-Star Game del 2024 ha utilizzato lo stesso formato del 2021.
Poco dopo la pausa All-Star c'è la cosiddetta trade-deadline, in cui dopo questa data, le squadre non sono più autorizzate a scambiare giocatori con altre franchigie per il resto della stagione, anche se possono ancora firmare e rilasciare i giocatori. I maggiori scambi sono spesso completati proprio prima di questa data.

### WNBA Playoffs
I WNBA Playoffs sono soliti iniziare a fine settembre, tranne negli anni della Coppa del mondo FIBA in cui iniziano in agosto. Nel sistema attuale, le otto migliori squadre dal record di regular-season, senza guardare la posizione in conference, si qualificano per i playoff.
A partire dal 2022, i playoff si terranno in un formato standard a eliminazione diretta, con il primo turno costituito da serie al meglio delle tre e le semifinali e finali al meglio delle cinque. Dal 2021, Google è lo sponsor ufficiale.
Avere una testa di serie più alta offre diversi vantaggi. La testa di serie più alta generalmente affronta una squadra più debole e ha il vantaggio di giocare in casa in ogni turno. Nel formato dei playoff del 2022, le serie di primo turno utilizzano uno schema 2-1 home-court, ossia si giocano due partite in casa della meglio classificata ed eventuale bella in casa dell'altra. La prima ha l'opportunità di vincere la serie senza dover visitare l'avversaria.
Il primo turno di playoff per un torneo a 8 squadre è suddiviso in questa maniera: 1 vs 8, 4 vs 5 da un lato del tabellone e 2 vs 7 e 3 vs 6 dall'altro.
I vincitori di ogni serie di primo turno avanzano alle semifinali. Le semifinali utilizzano uno schema 2-2-1 home-court, con la squadra più alta in classifica della regular che giocherà sul campo di casa nelle gare 1, 2 e 5, mentre l'altra squadra gioca in casa nelle gare 3 e 4.

### WNBA Finals
La fase finale dei playoff, una serie best-of-five (al meglio delle cinque) tra le due vincitrici delle semifinali, è conosciuta come WNBA Finals e si tiene ogni anno, nel mese di ottobre. Ogni giocatore della squadra vincitrice riceve un Championship Ring (anello testimone della squadra vincitrice del campionato). Inoltre, la lega assegna un WNBA Finals Most Valuable Player Award.
Anche le finali sono giocate con uno schema 2-2-1 in casa. Il modello 2-2-1 nelle WNBA Finals è utilizzato dalla stagione 2005.

## Albo d'oro
| Stagione | Finalista 1       | Serie | Finalista 2     | Miglior record nella Stagione              |
| 1997     | Houston Comets    | 1-0   | N.Y. Liberty    | Houston Comets (18-10)                     |
| 1998     | Houston Comets    | 2-1   | Phoenix Mercury | Houston Comets (27-3)                      |
| 1999     | Houston Comets    | 2-1   | N.Y. Liberty    | Houston Comets (26-6)                      |
| 2000     | Houston Comets    | 2-0   | N.Y. Liberty    | L.A. Sparks (28-4)                         |
| 2001     | L.A. Sparks       | 2-0   | Charlotte Sting | L.A. Sparks (28-4)                         |
| 2002     | L.A. Sparks       | 2-0   | N.Y. Liberty    | L.A. Sparks (25-7)                         |
| 2003     | L.A. Sparks       | 1-2   | Detroit Shock   | Detroit Shock (25-9)                       |
| 2004     | Seattle Storm     | 2-1   | Connecticut Sun | L.A. Sparks (25-9)                         |
| 2005     | Sacramento Mon.s  | 3-1   | Connecticut Sun | Connecticut Sun (26-8)                     |
| 2006     | Sacramento Mon.s  | 2-3   | Detroit Shock   | Connecticut Sun (26-8)                     |
| 2007     | Phoenix Mercury   | 3-2   | Detroit Shock   | Detroit Shock (24-10)                      |
| 2008     | S.A. Silver Stars | 0-3   | Detroit Shock   | S.A. Silver Stars (24-10)                  |
| 2009     | Phoenix Mercury   | 3-2   | Indiana Fever   | Phoenix Mercury (23-11)                    |
| 2010     | Seattle Storm     | 3-0   | Atlanta Dream   | Seattle Storm (28-6)                       |
| 2011     | Minnesota Lynx    | 3-0   | Atlanta Dream   | Minnesota Lynx (27-7)                      |
| 2012     | Minnesota Lynx    | 1-3   | Indiana Fever   | Minnesota Lynx (27-7)                      |
| 2013     | Minnesota Lynx    | 3-0   | Atlanta Dream   | Minnesota Lynx (26-8)                      |
| 2014     | Phoenix Mercury   | 3-0   | Chicago Sky     | Phoenix Mercury (29-5)                     |
| 2015     | Minnesota Lynx    | 3-2   | Indiana Fever   | N.Y. Liberty (23-11)                       |
| 2016     | Minnesota Lynx    | 2-3   | L.A. Sparks     | Minnesota Lynx (28-6)                      |
| 2017     | Minnesota Lynx    | 3-2   | L.A. Sparks     | Minnesota Lynx (27-7)                      |
| 2018     | Seattle Storm     | 3-0   | Wash. Mystics   | Seattle Storm (26-8)                       |
| 2019     | Connecticut Sun   | 2-3   | Wash. Mystics   | Wash. Mystics (26-8)                       |
| 2020     | Seattle Storm     | 3-0   | Las Vegas Aces  | Seattle Storm (18-4) Las Vegas Aces (18-4) |
| 2021     | Phoenix Mercury   | 1-3   | Chicago Sky     | Connecticut Sun (26-6)                     |
| 2022     | Connecticut Sun   | 1-3   | Las Vegas Aces  | Las Vegas Aces (16-10) Chicago Sky (16-10) |
| 2023     | N.Y. Liberty      | 1-3   | Las Vegas Aces  | Las Vegas Aces (34-6)                      |
| 2024     | N.Y. Liberty      | 3-2   | Minnesota Lynx  | N.Y. Liberty (32-8)                        |

## Presidenti e Commissari della WNBA
- Val Ackerman, Presidente dal 1997 al 2005.
- Donna Orender, Presidente dal 2005 al 2010.
- Laurel Ritchie, Presidente dal 2011 al 2015.
- Lisa Borders, Presidente dal 2016 al 2018.
- Cathy Engelbert, Commissario dal 2019.

## Premi annuali e onorificenze
- WNBA All-Decade Team
- WNBA Most Valuable Player Award
- WNBA Finals Most Valuable Player Award
- WNBA Defensive Player of the Year Award
- WNBA Sixth Woman of the Year Award
- WNBA Coach of the Year Award
- WNBA Rookie of the Year Award
- WNBA Most Improved Player Award